# Gianfrancesco II Correggio
Gianfrancesco II Correggio va ser fill de Borso I Correggio. Va ser comte sobirà de Correggio el 1503 a la mort del seu pare i junt amb son germà gran Manfredo II Correggio, i comte de l'Imperi investit el 27 de maig de 1517 i 16 de desembre de 1520. Va ser també senyor de Campagnola, Rossena i Fabbrico, i senyor de Scurano i Bazzano.
Va ser patrici de Parma i Venècia
Va morir el 1531 i del seu matrimoni amb Elisabetta dal Corno, només va deixar una filla (Chiara) i dues filles naturals (Francesca i Cassandra, la darrera monja).